# Figures spéciales

Illustration d'une sélection de figures spéciales

Illustration d'une sélection de figures spéciales

Les figures spéciales sont une composante du patinage artistique à la fin du XIXe et au début du XXe siècle. Comme pour les figures imposées, les figures spéciales impliquent de tracer des motifs sur la glace avec la lame d'un patin à glace. Cela nécessite pour le patineur d'afficher un équilibre et un contrôle important tout en patinant sur un pied. 
Tandis que les figures imposées sont des formes standards issus du nombre 8, les figures spéciales sont des modèles élaborés à partir de l'invention propre des patineurs. Ces dessins et modèles incluent des rosaces, des étoiles, des croix et d'autres enjolivures élaborés.  Les éléments constitutifs des figures spéciales comprennent non seulement les éléments des figures imposées standards mais également des formes connus sous le nom de becs, lunettes et de chemin de traverse.
Le traçage de motifs élaborés sur la glace était une caractéristique des écoles américaines et britanniques de patinage artistique. Au début du XXe siècle, ceci est largement supplanté par le « style international » du patinage libre qui utilise la surface totale de la glace et qui comporte plus de mouvements athlétiques accompagnés et mis en musique.
Les figures spéciales était une épreuve lors des Jeux olympiques d'été de 1908. Le Russe Nikolai Panin a remporté cette épreuve.